# Protestes sèrbies del 2023
El maig de 2023, una sèrie de protestes massives van començar a Belgrad i altres llocs de Sèrbia, després del tiroteig de l'escola de Belgrad i un assassinat en massa a prop de Mladenovac i Smederevo. Les protestes, anomenades Sèrbia contra la violència (en alfabet ciríl·lic serbi: Србија против насиља), tingueren la participació de desenes de milers de manifestants els dies 8, 12, 19 i 27 de maig.
Tot i estar organitzat pels partits opositors Partit Demòcratic, No deixeu que Belgrad s'ofege, Partit de la Llibertat i Justícia, Partit Popular i Junts, no es veuen senyals de partit a les protestes. Els manifestants van demanar la dimissió de Branko Ružić, Bratislav Gašić, Aleksandar Vulin, membres de la junta directiva de l'Organisme Regulador de Mitjans Electrònics i Ràdio Televisió de Sèrbia, la confiscació de la freqüència nacional dels canals de televisió Pink i Happy, la cancel·lació de l'emissió de programes de telerealitat que mostren i promouen la violència i prohibir als mitjans impresos les notícies falses, i el contingut que infringeix el Codi periodístic i promou la violència. El govern, inclosos els mitjans progovernamentals, han criticat les protestes i els manifestants, mentre que com a resposta a les protestes, el president Aleksandar Vučić va celebrar una concentració, qualificada pels crítics com una contramanifestació, davant de l'Assemblea Nacional de Sèrbia el 26 de maig.
Uns quants pagesos van començar a protestar el 16 de maig, després que el govern rebutjara les seues demandes per millorar les condicions agrícoles. El govern va acceptar parcialment les demandes el 20 de maig i va acabar efectivament amb els talls.

## Context
Una coalició populista liderada pel Partit Progressista Serbi (SNS) va arribar al poder després de les eleccions de 2012, juntament amb el Partit Socialista de Sèrbia (SPS). El 3 de maig de 2023 es va produir un tiroteig en una escola al municipi de Vračar, a Belgrad, la capital de Sèrbia, mentre que un dia després es va produir un assassinat en massa a Dubona, Mladenovac i Malo Orašje, Smederevo. Tot i existir lleis estrictes sobre armes i una de les taxes de possessió d'armes per càpita més altes del món, els tirotejos massius a Sèrbia són rars. Hi havia hagut tres tiroteigs massius anteriors a Sèrbia al segle XXI: els assassinats de Jabukovac de 2007, durant els quals nou persones van morir i cinc van resultar ferides; el tiroteig de Velika Ivanča de 2013, en què van morir 14 persones; i el tiroteig de Žitište del 2016, en què van morir cinc persones i 22 van resultar ferides. El 2019, hi va haver un intent de tiroteig a l'escola a Velika Plana, tot i que l'autor va ser aturat després de disparar dos bales al sostre.
El govern de Sèrbia va respondre als tiroteigs adoptant mesures com ara regulacions més estrictes sobre la tinença d'armes i la contractació de 1.200 agents de policia a les escoles. El govern també va rebre crítiques, sobretot per les declaracions que Branko Ružić, ministre d'Educació, va fer en dir que en el tiroteig "[hi havia] una influència cancerosa i perniciosa d'Internet, els videojocs i els valors anomenats occidentals, és evident". La primera ministra Ana Brnabić, que va dir que el "sistema no va fallar" quan va respondre a les afirmacions que el govern podria haver aturat els tiroteigs. En resposta a les declaracions, els partits de l'oposició van demanar l'acomiadament o la dimissió de Ružić i van condemnar les declaracions de Brnabić.

## Cronologia

### 8 de maig
En una conferència de premsa a la Cambra de l'Assemblea Nacional de Sèrbia, els partits de l'oposició Partit Popular, No deixeu que Belgrad s'ofegue, Junts, Partit Demòcrata i el grup parlamentari Ujedinjeni, liderat pel Partit de la Llibertat i la Justícia, van anunciar que organitzarien una marxa anomenada "Sèrbia Contra la violència" davant l'Assemblea Nacional el 8 de maig. Les parts van anunciar les seues demandes a la conferència, que incloïa l'aturada i cancel·lació de l'emissió de programes de realitat i programes que fomenten la violència a la televisió amb freqüència nacional, la prohibició dels mitjans impresos el contingut dels quals fomenta la violència, la publicació de notícies falses i la violació del Codi periodístic, la confiscació de la freqüència nacional dels canals de televisió Pink i Happy, exigint la dimissió dels membres de la junta de l'Organisme Regulador de Mitjans Electrònics i Radio Televisió de Sèrbia (RTS) i els ministres Ružić i Bratislav Gašić, i el cap de l'Agència d'Intel·ligència de Seguretat, Aleksandar Vulin, així com la celebració d'una sessió a l'Assemblea Nacional amb un sol punt a l'ordre del dia on es tractaria la responsabilitat del govern i la seguretat del país.
Un dia abans de la protesta, Ružić va presentar la renúncia. La Unió Independent d'Educadors de Sèrbia va organitzar una protesta a les 13:00 pm (UTC+02:00), mentre que la protesta de Sèrbia contra la violència va començar més tard aquell dia. Després de concentrar-se davant de l'Assemblea Nacional, els manifestants van caminar pel carrer Andrićev Venac i cap a l'edifici del govern de Sèrbia. A més d'un professor que va explicar les reivindicacions als manifestants, no es va fer cap discurs públic a la protesta. Alguns manifestants també van corear consignes contra Aleksandar Vučić, el president de Sèrbia.
Srđan Milivojević, membre del parlament del Partit Demòcrata, va dir que, segons les estimacions de la policia, aproximadament 50.000 manifestants van participar en la protesta. En resposta, Vučić, va al·legar que només 9.000 manifestants hi havien participat. També es va organitzar una protesta a Kragujevac, Kruševac, Novi Sad, Valjevo i Zrenjanin. A Novi Sad hi haguerenuns 4.000 manifestants.

### 10-13 de maig

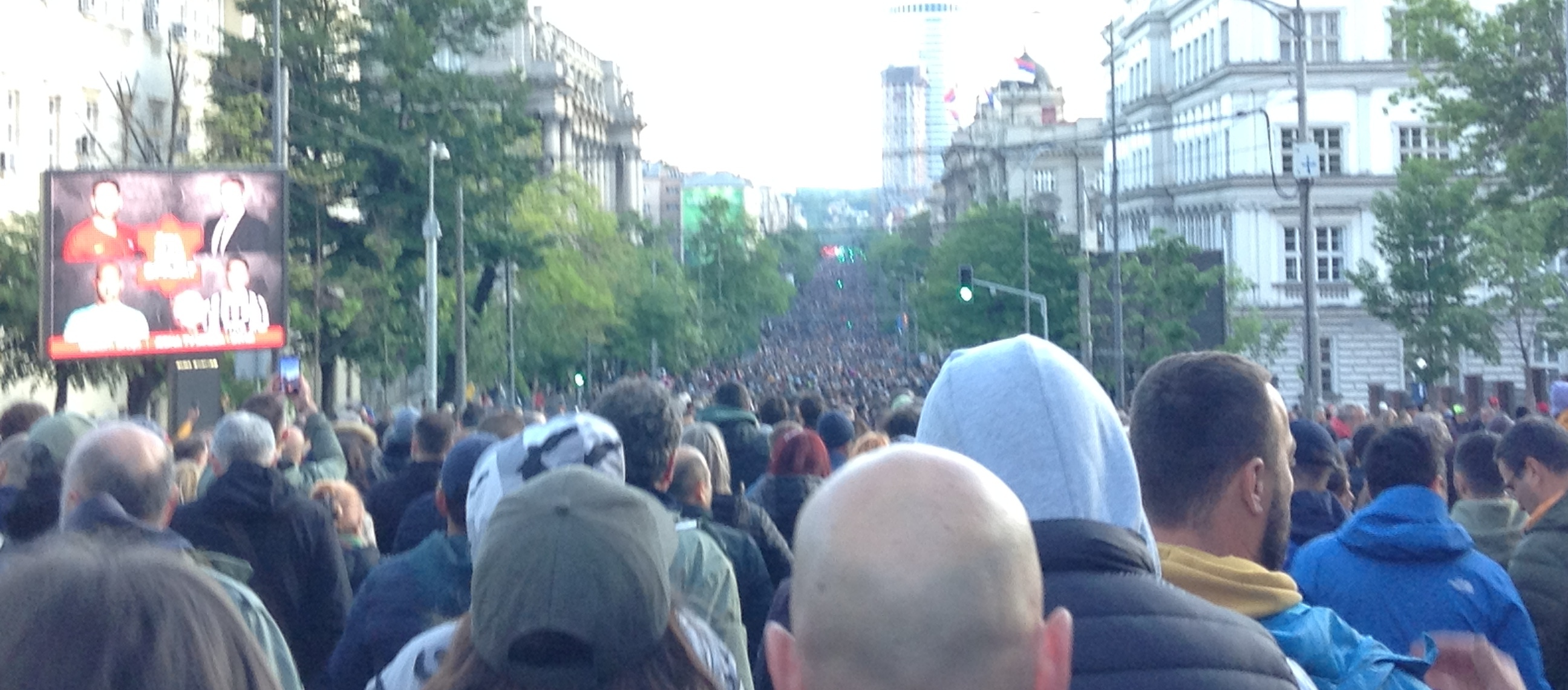
Desenes de milers de manifestants van assistir a la protesta del 12 de maig.

El 10 de maig es va fer una protesta a Niš, mentre que un dia després es va fer una segona protesta a Novi Sad. Després de la protesta del 8 de maig, els organitzadors de Belgrad van anunciar que s'organitzarà una protesta per al 12 de maig si no s'acceptaven les demandes. Radomir Lazović, el representant de No deixeu que Belgrad s'ofegue, va anunciar que la demanda de celebrar una sessió a l'Assemblea Nacional sobre la qüestió dels tiroteigs va ser acceptada el 12 de maig. La sessió va començar el 18 de maig. Durant la sessió del 19 de maig, Brnabić va al·legar que "tot el que ha passat després dels tiroteigs està directament alimentat pels serveis d'intel·ligència estrangers", i va qualificar Miroslav Aleksić, membre del parlament pertanyent a l'oposició, de "merda repugnant".
Els manifestants es van concentrar davant de l'Assemblea Nacional, i després van caminar pel carrer Kneza Miloša i cap al pont de Gazela, que van bloquejar. El pont de Gazela va estar tancat al trànsit durant dos hores, mentre que la protesta va acabar prop de Sava Centar, Nou Belgrad. Associated Press va informar que els manifestants van corear consignes contra Vučić "a qui culpen d'haver creat una atmosfera de desesperança i divisió al país que diuen que va provocar indirectament els tiroteigs massius". Durant la protesta, es destaca el fet que no aparegueren banderes o símbols de partits polítics.
La protesta va comptar amb la presència de desenes de milers de manifestants, i Balkan Insight va informar que "la columna de manifestants s'estenia durant 1,7 quilòmetres pels carrers de la ciutat". Un dia després de la protesta a Belgrad, es va organitzar una protesta a Kragujevac.

### 16-20 de maig

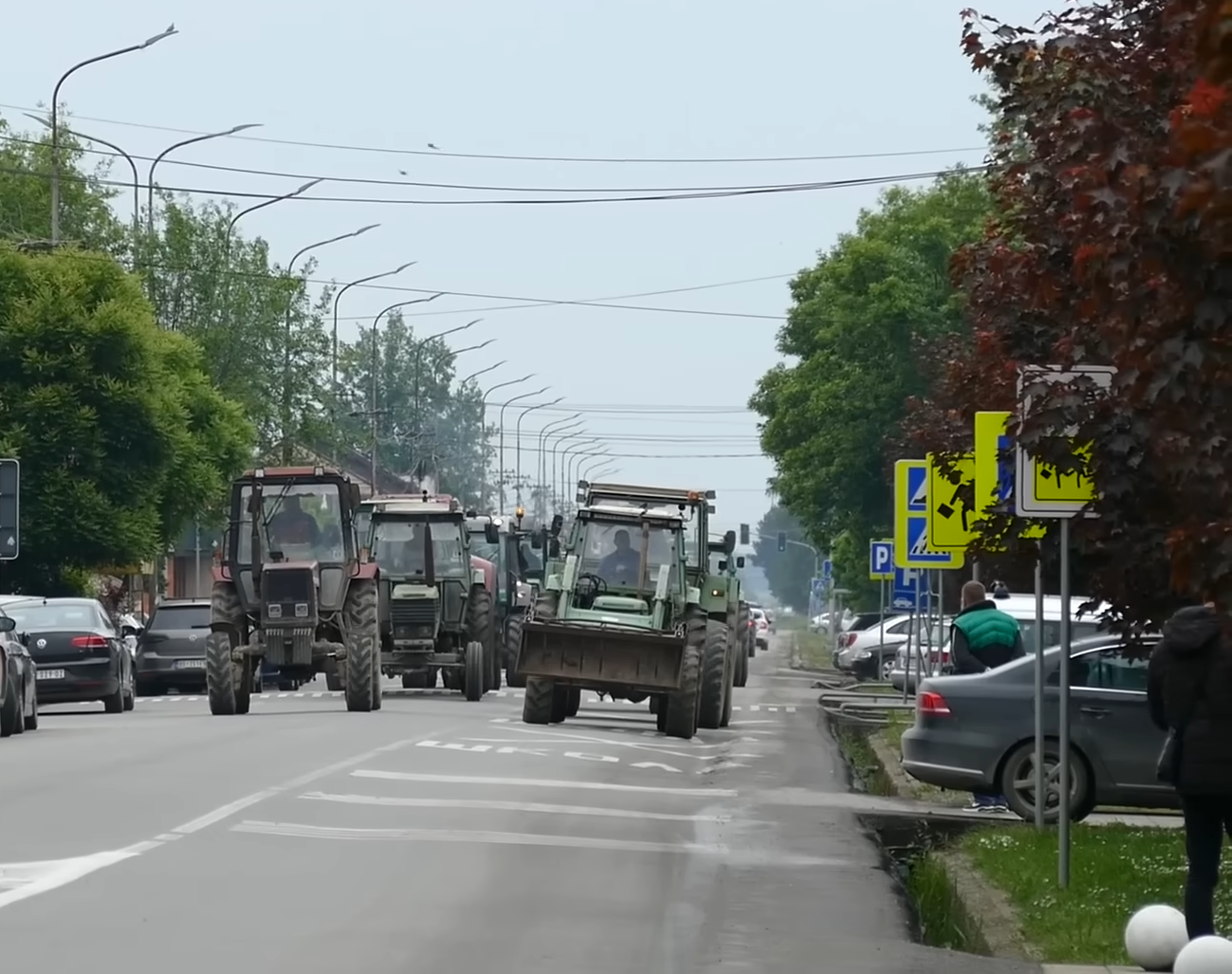
Agricultors protesten el 16 de maig a Bogatić.

Un grup d'agricultors va parlar amb Brnabić exposant les seues demandes sobre la millora de les condicions agrícoles i l'augment dels subsidis el 15 de maig, tot i que Brnabić va rebutjar totes les demandes. Aleshores se'ls va oferir als agricultors de discutir les demandes amb Vučić, tot i que els agricultors es van negar a parlar i van anunciar que organitzarien protestes. Els llauradors exigien augmentar les subvencions, no afegir impostos especials i impostos sobre el valor afegit al gasoil, garantir el preu dels productes agrícoles, blat, dacsa i soja i introduir primes més altes per a la llet. Un dels organitzadors de les protestes va rebre amenaces més tard aquell dia.
Les protestes dels agricultors van començar el 16 de maig a Kragujevac, Kruševac, Novi Sad, Bogatić, Kovin, Pančevo, Požarevac, Subotica i Čenta. Les protestes també es van estendre més tard a Zrenjanin i Kraljevo. Els pagesos, utilitzant els seus tractors, van bloquejar les carreteres. Vučić va anunciar l'augment d'algunes subvencions, la introducció de primes més altes per a la llet i la destinació de més diners pressupostaris per a l'agricultura el 18 de maig després de discutir-ho amb un grup d'agricultors. Això va ser criticat per un grup d'agricultors de Pančevo, als quals van descriure com "els peons de Vučić". Novak Nedić, el secretari general del govern de Sèrbia, va ser vist amb un grup d'homes que suposadament van ser enviats a trencar les protestes dels agricultors que van bloquejar el trànsit a Pančevo, on Vučić va fer una concentració el mateix dia. Marinika Tepić, vicepresidenta del Partit de la Llibertat i la Justícia, va acusar Nedić d'encapçalar avalotadors de l'SNS" a la manifestació de Pančevo. Les protestes dels agricultors van acabar el 20 de maig, quan el govern va acceptar parcialment les seues demandes.
Uns quants treballadors de l'RB Kolubara van començar a protestar el 17 de maig, exigint la dimissió de Dubravka Đedović, el ministre de mines i energia, i cancel·lant la reforma d'Elektroprivreda Srbije d'empresa pública a societat anònima. Un dia després, un grup de manifestants, que recolzen l'ampliació de la xarxa elèctrica, van protestar davant de l'Assemblea Nacional, mentre que a Odžaci, els ciutadans van protestar contra l'assetjament sexual cap als infants. A Odžaci, una mestra d'infantil, que va ser candidata a l'SNS a les eleccions locals del 2020, va ser arrestada el 12 de maig després d'assetjar sexualment infants. La junta d'RTS, incloent-hi el seu president Dragan Bujošević, es va negar a parlar amb els representants dels partits de l'oposició el 17 de maig. El Partit Popular, el Front Verd-Esquerra i el Partit Democràtic també van organitzar una protesta a Pančevo el 18 de maig.

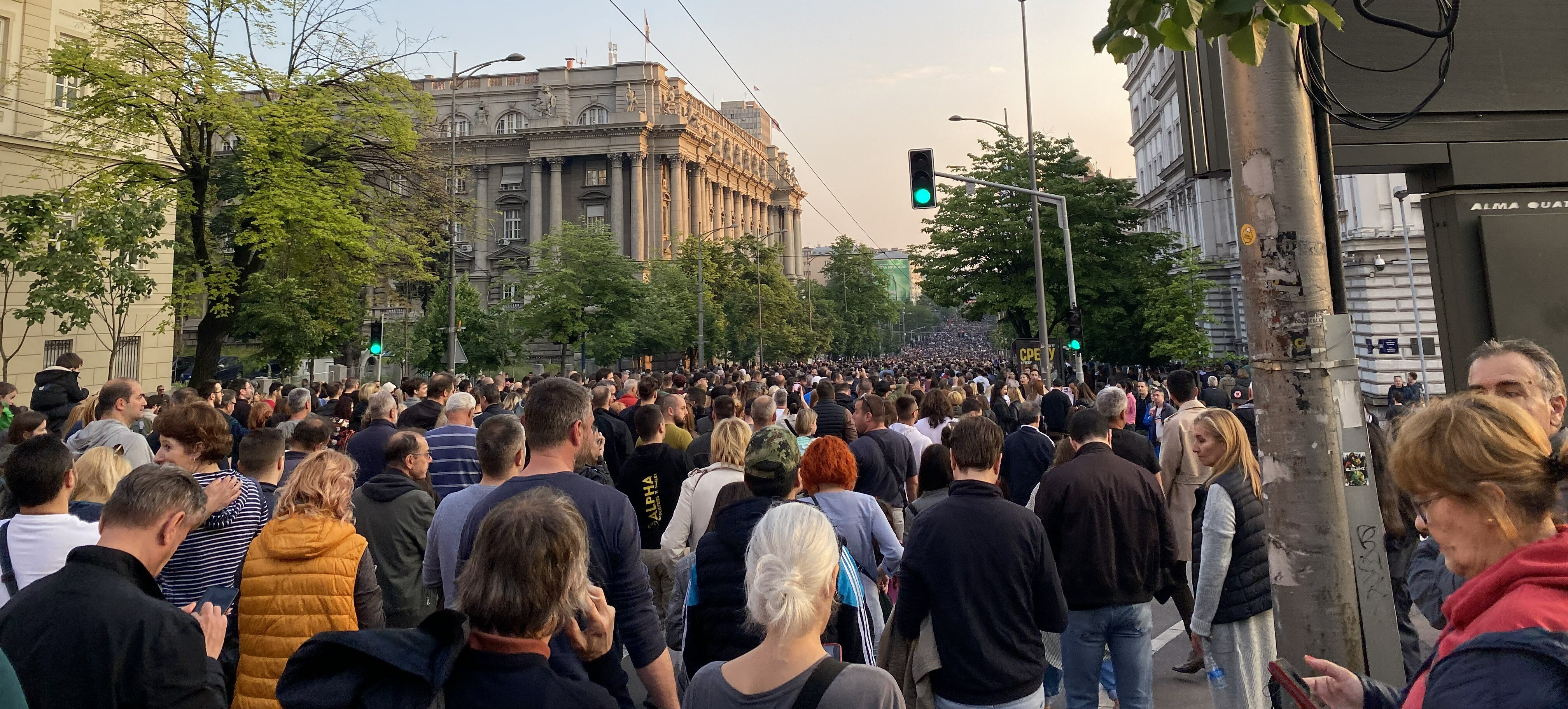
Després de caminar pel carrer Knez Miloša, els manifestants van tallar la carretera al pont de Gazela

La tercera protesta de Sèrbia contra la violència es va celebrar el 19 de maig a Belgrad. Inicialment, els agricultors havien d'assistir a la protesta de Sèrbia contra la violència, tot i que la policia suposadament els va negar continuar anant a Belgrad. Després de concentrar-se davant de l'Assemblea Nacional, els manifestants van caminar pel carrer Kneza Miloša i cap al pont de Gazela i el pont de Branko, que finalment van quedar tallats. La columna de manifestants va ocupar al llarg de més de 2,5 quilòmetres. Segons l'advocat i exministre Bozo Prelevic, aproximadament 200.000 manifestants van ser presents a la protesta, mentre que segons els organitzadors, entre 200.000 i 300.000 manifestants van assistir a la protesta. Dušan Čavić, un dels autors de l'espectacle "Marka žvaka", xifrà en uns 60.000 els manifestants que van assistir a la protesta. Les agències de notícies van descriure la protesta "com la protesta més gran des de l'enderrocament de Slobodan Milošević ", i van informar que desenes de milers van assistir a la protesta. Milivojević i Nebojša Zelenović, un dels co-líders del partit Junts, van dir que continuaran bloquejant el pont de Gazela fins que s'accepten totes les demandes. Poc després, els manifestants van començar a muntar tendes. La protesta va acabar al voltant de les 6:00 hores am, després del qual es va reprendre el trànsit al pont de Gazela. Savo Manojlovic, el representant de l'organització Kreni-Promeni, i dues dones van ser agredits i assetjats per un membre de l'organització d'extrema dreta Patrulla Popular.

### 26-27 de maig
Els serbis de la diàspora van anunciar que organitzarien concentracions de suport a les protestes de Sèrbia contra la violència a Londres i Viena el 26 de maig. La quarta protesta de Sèrbia contra la violència es va celebrar el 27 de maig, un dia després de la concentració de Vučić davant de l'Assemblea Nacional. Durant la protesta, els manifestants van caminar pel parc Tašmajdan i cap a l'edifici de la Ràdio Televisió de Sèrbia, on van formar un "anell" al voltant de l'edifici. La Ràdio Televisió de Sèrbia va retransmetre les protestes en directe quan els manifestants van arribar al seu edifici. Un grup de provocadors va intentar entrar a l'edifici, però van ser aturats pels manifestants i organitzadors de la protesta Sèrbia contra la violència. Els organitzadors van condemnar els provocadors. La protesta va comptar amb la presència de desenes de milers de manifestants, malgrat les males condicions meteorològiques. Aleksić va al·legar que el govern va enviar els provocadors per "provocar conflictes".

### 3 de juny
Els organitzadors es van reunir amb el cap de la policia de Belgrad el 31 de maig, que va prometre que la policia protegiria les protestes de possibles provocadors. Inicialment, la següent protesta de Sèrbia contra la violència s'havia de celebrar el 2 de juny, però a causa de l'anunci que una protesta anomenada "Atureu la violència contra els serbis de Kosovo" es faria poc abans de la protesta de Sèrbia contra la violència, es va traslladar al 3 de juny.

## Resposta i accions

### Suport i oposició
Zdravko Ponoš, candidat a les eleccions presidencials de 2022, i la seua organització, Centre Sèrbia, van manifestar el seu suport a les protestes. Antics parlamentaris del SNS com Dragan Šormaz van expressar el seu suport a la protesta, incloent-hi l'expresident de Sèrbia, Boris Tadić. Membres de l'Assemblea Nacional com Aleksandar Olenik, Miloš Parandilović i Vladeta Janković van assistir a les protestes, inclosoent-hi els actors Seka Sablić, Dragan Bjelogrlić, i Filip Karađorđević, membre de Casa de Karađorđević. Els actors Nikola Kojo i Rade Šerbedžija, els cantants Seka Aleksić i Breskvica i el bisbe Grigorije Durić van expressar el seu suport a les protestes. Més de 50 organitzacions ecologistes van expressar el seu suport a les protestes de Sèrbia contra la violència.
El Partit serbi dels patrons es va negar a donar suport a les protestes de Sèrbia contra la violència, mentre que el Moviment per a la Restauració del Regne de Sèrbia va dir que "ara no és el moment adequat perquè l'oposició proteste". Inicialment, el Nou Partit Democràtic de Sèrbia (NDSS) es va negar a comentar les protestes, però després va dir que "no és el moment de protestar". Més tard, NDSS va declarar el seu suport a les protestes dels agricultors. El criminal de guerra Vojislav Šešelj, del Partit Radical Sèrbi (SRS), va declarar que "Occident vol enderrocar Vučić o obligar-lo a dimitir" i que si l'SRS estiguera al poder, "els manifestants que bloquejaven el pont de Gazela ja haurien estat llançats al Sava ".
Željko Mitrović, magnat dels mitjans de comunicació i propietari del Pink Media Group, va acusar els organitzadors d'abusar dels tiroteigs i de ser violents. Mitrović va anunciar el 25 de maig que Zadruga, una sèrie de telerrealitat que s'emet a Pink, serà cancel·lada. Raskrikavanje, un portal de Crime and Corruption Reporting Network (KRIK), va informar que els diaris tabloides progovernamentals Informer i Alo! havien manipular articles mostrant fotos de la plaça Nikola Pašić realitzades poc abans que començara la protesta del 8 de maig. Els mitjans oficials van continuar criticant les protestes, qualificant els manifestants d'"assetjadors", "hooligans", "matons" i "haters".

### Resposta del govern

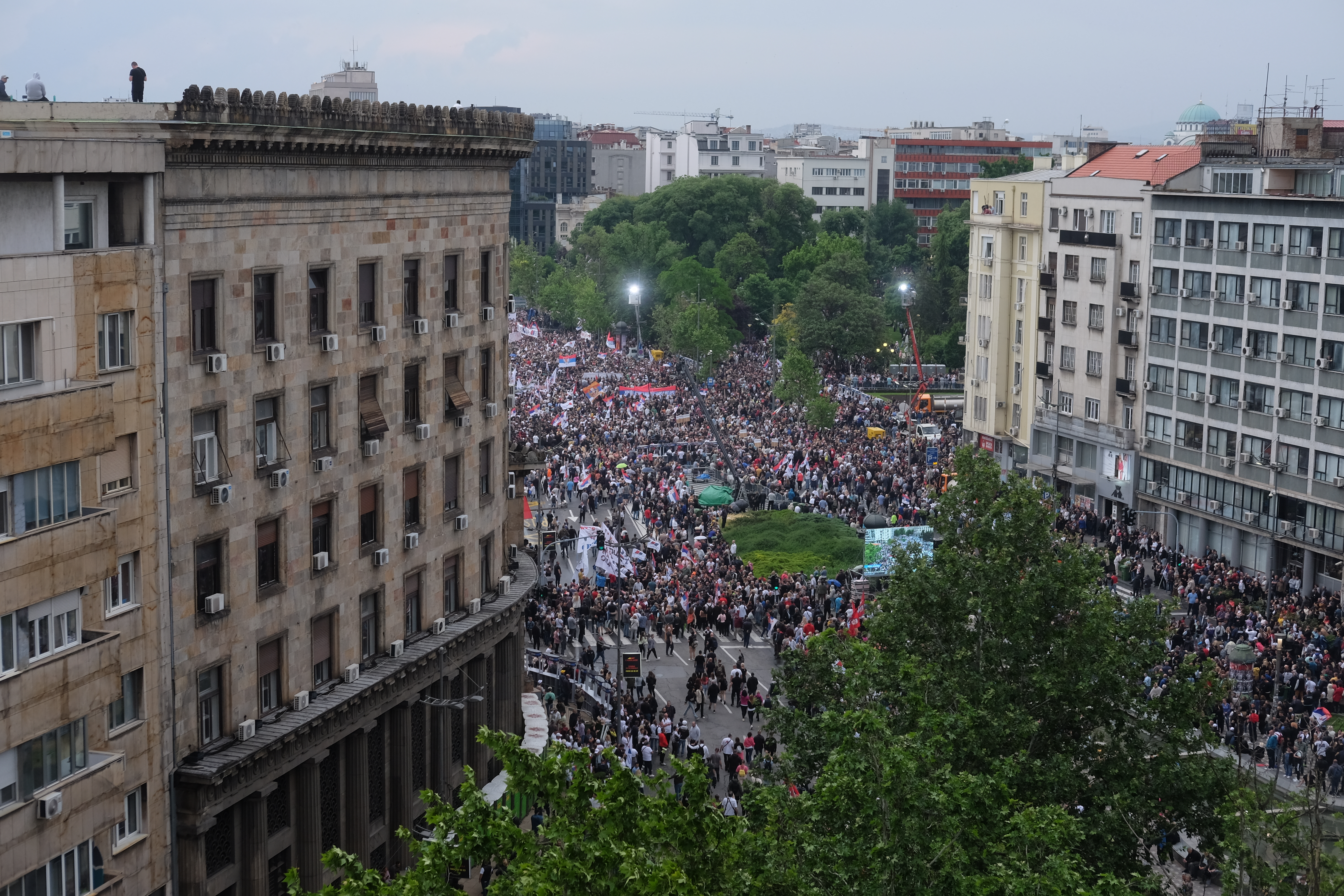
Com a resposta a les protestes, Vučić i SNS van organitzar una concentració el 26 de maig

Vučić va descriure els manifestants com "hienes i voltors". Darija Kisić Tepavčević, la ministra de Benestar Familiar i Demografia, va qualificar els organitzadors de les protestes de "partides que són l'oposició a Sèrbia", mentre que Brnabić els va acusar de "polititzar" els tirotejos. Vladimir Orlić, el president de l'Assemblea Nacional, els va acusar d'"autopromoció", mentre que Ivica Dačić, el primer viceprimer ministre, els va acusar d'"abusar dels tirotejos". Després de la protesta del 12 de maig, Vučić va penjar una foto a Instagram en què deia que "vaig intentar, però no ho vaig aconseguir, fer-nos nou a tots tres" i "no hi ha falsificacions ni photoshop" a la foto, mentre que Brnabić va penjar un photoshop. foto de Vučić, la ministra Siniša Mali i ella a Twitter, ridiculitzant la protesta afirmant que hi havia menys manifestants realment presents a la protesta. Les declaracions van rebre crítiques.
En resposta a les protestes de Sèrbia contra la violència, Vučić va anunciar que el 26 de maig se celebrarà una concentració de l'SNS. Els crítics l'han descrit com una contramanifestació organitzada pel govern. L'Organització no governamental CRTA va acusar el govern de pressionar els treballadors de les empreses públiques perquè assistiren a la manifestació, mentre que diverses organitzacions no governamentals, inclosa la CRTA, van demanar a Vučić que la cancel·lara. Segons informacions de Nova, Danas i Južne vesti, els treballadors de les empreses públiques van rebre amenaces i suposadament van ser pressionats amb amenaces de ser acomiadats tret que hi assistiren. L'esdeveniment va comptar amb la participació d'aproximadament 40.000-50.000 persones en el seu moment àlgid. A la manifestació, Vučić va anunciar la seua dimissió com a president de SNS, a partir del 27 de maig.